# 風華
風華（ふうか、7月22日）は、日本の女性声優。主にアダルトゲームに声をあてている。別名義は、星野清香、麻生蘭、近西洋子、春日ほのか、PON、ミルキーゆかり、小鳥田麗子、しおみれい、福島梨亜、YUKI、青葉楓。

## 出演
太字は主役・メインキャラクター。

### アダルトアニメ
- Milkyway（2003年、東条悠[2]）- 「近西洋子」名義
- REQUIEM（2005年、橘沙紀）
- ドキドキ母娘レッスン 〜教えて♪Hなお勉強〜（2007年、熊谷亜貴）
- 姫騎士アンジェリカ THE ANIMATION（2008年、クリスティーナ・ロートシルト）
- 愛のカタチ〜エッチな女のコは嫌い…ですか？〜（2008年、橋本智美）
- 妻しぼり（2008年、竹内姫香）
- Tony'sヒロインシリーズ 彼女は花嫁候補生？ シンデレラコレクション vol.2（2010年、栗林アヤ）
- HHH トリプルエッチ 1st.しぐれ編（2010年、高島しぐれ）
- 学園催眠隷奴 〜さっきまで、大嫌いだったはずなのに〜（2010年、三好薫子）
- 妻の母さゆり（2011年、五十川さゆり）
- OVA 冥刻學園 受胎編（2017年、狭間エリ）

### アダルトゲーム
1998年
- いまじねぃしょんLOVE（相模なぎさ）- 「YUKI」名義

1999年
- Campus 〜桜の舞う中で〜（池柳彩女）- 「PON」名義
- アルバムの中の微笑み（桜木霞）- 「PON」名義

2000年
- 悲愛 -ヒアイ-（逢瀬遼子）- 「PON」名義
- 好きだよっ!（新橋美奈）- 「PON」名義
- はぁとでネットワーク（無能ちゃん）- 「PON」名義

2002年
- 硝子の館〜キミがいない夜〜（早瀬菜月）
- Lost Passage（宇佐観月）- 「青葉楓」名義
- 腐り姫〜euthanasia〜（蔵女、簸川樹里）- 「YUKI」名義
- PINK PANZER 〜ピンクの象〜（砂海沙希、松本レイ）- 「YUKI」名義
- Sultan 〜The Lovesong is Forever〜（シーリーン）- 「YUKI」名義
- 行殺♥新選組FRESH（沖田鈴音）- 「YUKI」名義
- PARADIGM SHIFT 〜目醒めの時〜（猪俣千秋）- 「YUKI」名義

2003年
- 十二人の女教師（樹原梨華、新田亜衣）- 「PON」名義
- 夏色小町（中田鈴愛）- 「しおみれい」名義
- 3LDK♥（妹尾千寿）- 「青葉楓」名義
- CANNONBALL 〜ねこねこマシン猛レース!〜（ポリィ）- 「YUKI」名義
- ドキドキしすたぁパラダイス（藤之宮蛍）- 「YUKI」名義
- Magistr Temple（瑠璃香）- 「YUKI」名義
- Natural Another One（牧瀬遥）- 「YUKI」名義
- Clover Heart's（榊円華）- 「YUKI」名義
  - Clover Heart's append disc TOYつめちゃいましたっ（2005年、榊円華）- 「YUKI」名義

- なついろ〜星降る湖畔の夏休み〜（倉茂真衣佳）- 「YUKI」名義
- ライアー大戦 じゃんまげどん（沖田鈴音、蔵女）- 「YUKI」名義

2004年
- 露出恋愛倶楽部（瀬名深雪）
- REQUIEM（橘沙紀）
- Peace@Pieces（2004年 - 2005年、小島遊嘗、ぴよ）- 2作品
- バーチャコール クロニクル（神楽坂ちさと）- 「YUKI」名義
- 凌姫〜淫らに響く復讐の輪舞曲〜（フィーリア）- 「YUKI」名義
- 特別病棟（成瀬瞳）- 「YUKI」名義
- North Wind（小牧水澄）- 「YUKI」名義

2005年
- 偽りの教室（中村悠里）
- エレベーターパニック〜密室の淫行〜（坂戸恭子）
- カスタム隷奴III
- 女系家族 〜淫謀〜（湯原祥子）
- ちょっと素直にどんぶり感情（神代ことり）
- 冥色の隷姫 〜緩やかに廃滅する青珊瑚の森〜（ティリ）
- ゆのはな（宇奈月由真）- 「福島梨亜」名義
- 学園2 〜淫虐の図式〜（2005年 - 2018年、美樹本春菜）- 2作品- 「YUKI」名義
- ふたりでマーヴルしちゃいます! 〜昨日の敵は今日も恋人!?〜（慈尾野エリス）- 「YUKI」名義
- 月面基地前プレミアムBOX Vol.1 ロケットの夏編（シロナ・シュタック）- 「YUKI」名義

2006年
- 君と恋して結ばれて（桐島空）
- 故郷の詩（キュウト）
- 愛のカタチ〜エッチな女のコは嫌い…ですか?〜（橋本智美）
- 姦禁〜18の穴・もう注ぎこまないで!〜（月海沙緒）
- 妻しぼり（竹内姫香）
- なつぽち（綺沙羅）
- 遥かに仰ぎ、麗しの（榛葉邑那）
- 牝教師〜淫辱の教室〜（2006年 - 2014年、藤堂美雪）- 2作品
- 牝姫の虜〜廃校舎の制服少女〜（蔵守由衣）
- りこりす〜Lycoris Radiata〜（結依）
- たまたま 〜となりの彼女は声優のたまご。たまたま生まれた恋のたまごが…（涌井南）

2007年
- Aster（姫萩はるな、桐島空、栗原ゆか）
- いつか、届く、あの空に。（桜守姫此芽）
- お嬢様をいいなりにするゲーム（鷲塚理恵子）
- CircusLand I 〜ドキ! ヒロインいっぱい初音島★コスプレミスコン祭り♪よりどりみどりで♪好きな子選んで着せ替え育成デートだょ 兄さん♪〜（白河暦）
- ターゲット-堕ちる姉妹-（小日向あかり）
- 長靴をはいたデコ（伊佐坂以歩子）
- 桃華月憚（東衣緒、和智紀香、天木恵子）
- 姫騎士アンジェリカ 〜あなたって、本当に最低の屑だわ!〜（クリスティーナ・ロートシルト）
- 凌母 -Maternity Insuit-（飾守皐月）
- 僕がサダメ 君には翼を。（白川優華、ジャンヌ・デュマ）
- 夜姦診療〜ナース調教カルテ〜（如月遥香）
- IZUMO3（吾妻弥生）

2008年
- 妻の母さゆり（五十川さゆり）
- ノストラダムスに聞いてみろ♪（梅宮智瑠）
- ふたなりカノンちゃん（東雲カノン）
- ダンジョンクルセイダーズ2 〜永劫の楽土〜（ミリア＝サルディン）
- 学園催眠隷奴 〜さっきまで、大嫌いだったはずなのに〜（三好薫子）
- 淫夢学園「だめ…こんなになっちゃうのは夢の中だけなの…!」（葉山涼子）
- 毎日けだものっ!! らぶえろ☆ももいろ☆すく〜るらいふ♪（2008年 - 2019年、相楽有紀恵）- 2作品
- 淫獣争記 紅の王国（ジェニファ）

2009年
- 廃部計画（加納きみな）
- エルフの双子姫 ウィランとアルスラ（ナリシア・ユニリース）
- Stellar☆Theater（白鳥黒哉）
- お姉さん☆孕みっくす（荒本那美）
- 彼女が見舞いに来ない理由（富岡雪乃）
- 僕だけの保健室（柊真那）

2010年
- ことり Love Ex P（白河暦、佐伯千明）
- 擬態催眠（姫石エリカ）
- HHH トリプルエッチ（高島しぐれ）
- 風紀委員長 聖薇 〜あなたなんて大嫌い、死ねばいいのに〜（結城瀬理奈）

2011年
- 姫騎士オリヴィア 〜へ、変態、この変態男!少しは恥を知りなさい!〜（ルーネ）
- 穢翼のユースティア（クローディア）
- HOTEL.（桜井まき）
- 目眩く侮愛の宴（栗原真理子）

2012年
- プリズマティックプリンセス☆ユニゾンスターズ（小鳥遊誉）
- 乙女が紡ぐ恋のキャンバス（アナスタシア・アレクセエーブナ・イディナローク）- 2作品

2016年
- 褐色巨乳の女戦士・マルグリットの受難!?（シーマ＝スプリングス）
- 冥刻學園 受胎編「お願いします……先生の精液で、私達を助けて欲しいんです！」（狭間エリ）

2018年
- 冥刻學園 胎動編「お願いします…先生の精液で、私達を孕ませて欲しいんです…♡」（狭間エリ）

### 一般向ゲーム
- Lost Passage 〜失われた一節〜（2003年、宇佐観月）- 「青葉楓」名義
- 夏色小町【一日千夏】（2003年、中田鈴愛）- 「しおみれい」名義
- Clover Heart's 〜looking for happiness〜（2004年、榊円華[12]）- 「YUKI」名義
- なついろ〜星屑のメモリー〜（2004年、倉茂真衣佳[13]）- 「YUKI」名義
- North Wind 〜永遠の約束〜（2005年、小牧水澄）- 「YUKI」名義
- いつか、届く、あの空に。 〜陽の道と緋の昏と〜 （2007年、桜守姫此芽）
- Stellar☆Theater PORTABLE（2013年、白鳥黒哉）

### ドラマCD
2003年
- サウンド フロム 夏色小町（中田鈴愛）- 「しおみれい」名義

2004年
- 妹!?(マルいも!?) 限定版（女の子）※ドラマCD「妹は美少年!?」付き
- シャルロット〜Charlotte〜（2004 - 2007年、エミリー・メイスン）- 「YUKI」名義

2005年
- ゆのはな ドラマCD vol.1・2（宇奈月由真[14][15]）- 「福島梨亜」名義

2006年
- 天使の雫 付録ドラマCD「明るい家族関係」（早苗）

2007年
- 皇女フランチェスカ（2007 - 2008年、イズー）- 「YUKI」名義

2008年
- ノストラダムスに聞いてみろ♪ ドラマCD「毎日が日曜日！」（梅宮智瑠）

### DVD-ROM
- いつ空&ナーサリィ☆ライム デスクトップアクセサリー「しゅが☆ぽ！」（2007年、桜守姫此芽）

## ディスコグラフィ

### キャラクターソング
| 発売日         | 商品名                                                                              | 歌                                       | 楽曲                              | 備考                                                  |
| -------------- | ----------------------------------------------------------------------------------- | ---------------------------------------- | --------------------------------- | ----------------------------------------------------- |
| 1999年2月26日  | Campus 〜桜の舞う中で〜 Special Vocal CD                                            | 池柳彩女（PON）                          | 「Believes You」                  | PCゲーム『Campus 〜桜の舞う中で〜』エンディングテーマ |
| 2000年4月30日  | the interlude                                                                       | 無能ちゃん（PON）                        | 「ココロのつ・ば・さ」            | PCゲーム『はぁとでネットワーク』エンディングテーマ    |
| 2000年12月29日 | the aubade                                                                          | PON                                      | 「あなたに会いたい」              | PCゲーム『悲愛 -ヒアイ-』主題歌                       |
| 2003年         |                                                                                     | PON                                      | 「Lost Wings」                    | PCゲーム『十二人の女教師』エンディングテーマ          |
| 2002年8月9日   | Lost Passage ORIGINAL SOUNDTRACKS                                                   | 青葉楓                                   | 「ポートレート」                  | PCゲーム『Lost Passage』オープニングテーマ            |
| 2002年8月9日   | Lost Passage ORIGINAL SOUNDTRACKS                                                   | 青葉楓                                   | 「I feel your heart」             | PCゲーム『Lost Passage』エンディングテーマ            |
| 2002年8月9日   | Lost Passage ORIGINAL SOUNDTRACKS                                                   | 宇佐観月（青葉楓）、山吹沙雪（椎名奏子） | 「Shining Way」                   | PCゲーム『Lost Passage』イメージソング                |
| 2003年2月14日  | ドキドキしすたぁパラダイス マキシシングル                                           | 長崎みなみ含むドキドキしすたーず         | 「ドキドキ！しすたぁパラダイス☆」 | PCゲーム『ドキドキしすたぁパラダイス』主題歌          |
| 2007年3月21日  | いつか、届く、あの空に。 キャラクターCDコレクションvol.2〜桜守姫 此芽（C.V.風華）〜 | 桜守姫此芽（風華）                       | 「月夜の君と空の上」              | PCゲーム『いつか、届く、あの空に。』関連曲            |